# Ivar Hultman
Johannes Ivar Hultman, född 5 april 1879 i Karlstad, 9 augusti 1949 i Danderyds församling, var en svensk bankman.
Ivar Hultman var son till lanträntmästaren Carl Gustaf Hultman. Efter mogenhetsexamen 1898 anställdes han samma år i Riksbanken i Karlstad och 1904 vid dess huvudkontor i Stockholm. Hultman studerade 1904–1907 vid Stockholms högskola och 1907–1908 vid Handelshögskolan i Berlin och företog 1911 en studieresa till Paris. Han ledde bankkursen vid Påhlmans handelsinstitut 1907–1910 och var lärare i bankteknik vid Handelshögskolan i Stockholm 1909–1913. 1915–1919 var han notarie hos bankoutskottet, var 1917–1919 sekreterare hos finansrådet och 1918–1919 sekreterare hos kapitalkontrollnämnden. 1919 blev Hultman direktör i Norrköpings enskilda bank i Stockholm, vilken befattning han innehade även sedan banken slagit samman med Östergötlands enskilda bank. 1927 blev han VD vid bankens kontor i Stockholm, en post han innehade till 1933. Hultman utgav bland annat Praktisk handbok i bankväsendet (1901, 4:e upplagan 1919), Bankteknik (1909, 5:e upplagan 1931), Europas centralbanker (1909, tysk upplaga 1912), Räntetabeller (1913, tillsammans med A. Johansson) och Föreläsningar i bankteknik (1914).